# オオハリアリ
オオハリアリ（大針蟻、Pachycondyla chinensis）は、ハチ目・アリ科・ハリアリ亜科・オオハリアリ属に分類されるアリの一種である。日本では北海道や青森周辺を除く全国の海岸部や林縁部から住宅地にいたるまで多様な環境に生息し、ハリアリの中では極普通に見られる種である。

## 形態

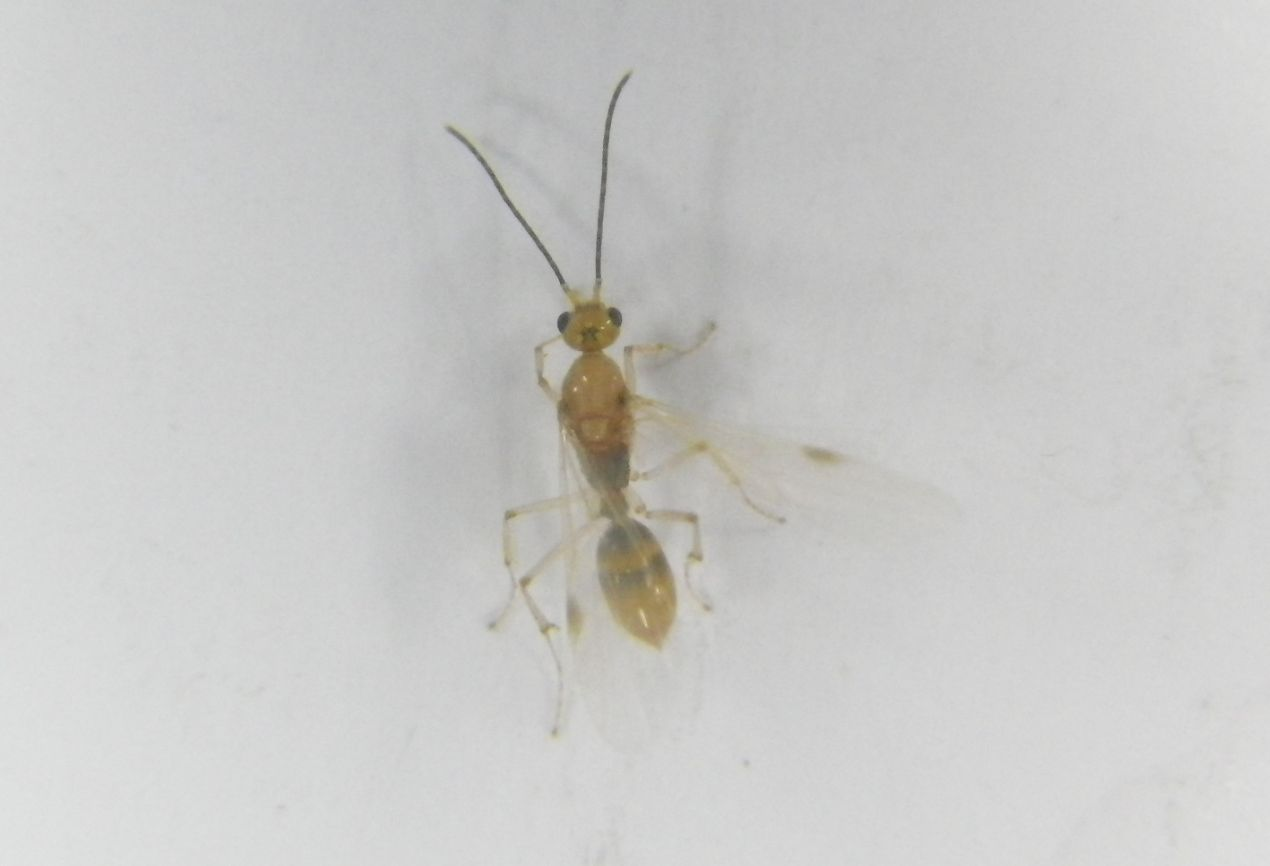
オオハリアリの雄アリ

働きアリは体長4 - 4.5ミリメートルほどになる。触角柄節の長さは頭部後縁を越え、胸部と腹部の間にある腹柄節は短く高い。女王アリと働きアリの体色は黒色を基本とするが、大顎と脚は褐色であり、腹端には発達した毒針をもつ。
一方、オスアリは淡い黄褐色で、大顎は縮小し痕跡的である。

## 分布
日本においては北海道や青森周辺を除く本州、四国、九州の各地と南西諸島、小笠原諸島に分布する。日本国外では台湾、朝鮮半島、中国、インドシナ半島に自然分布し、ニュージーランドとアメリカ合衆国に移入分布する。

## 生態
自然界においては石や落ち葉の下、朽ち木の中などに営巣するが、人家の付近ではプランターの下などに営巣し、室内に侵入することもある。食性は肉食傾向が強く、主に他の昆虫を襲って餌としている。なお、本種は日本国内においてはシロアリを専門に捕食することで知られるが、移入先のアメリカ合衆国においてはシロアリ以外の昆虫や節足動物も幅広く捕食し、餌を巡って競合する在来種のアリを始めとする生態系に影響を与えることが懸念されている。同地においては同じく移入種で旺盛な繁殖力と高い攻撃性によって在来種のアリを駆逐するアルゼンチンアリとも競合関係にあり、温帯原産の本種は熱帯原産の同種より低温に耐性を持つことが競争に有利に働いているとされる。コロニーは1つの巣に複数の女王がいる多女王性をとり、結婚飛行は6 - 9月に行われる。

## 毒
人を刺すことの出来る毒針を持つアリの中で本種は比較的身近に生息し、国内においてアリに刺された症例の殆どが本種であるとされる。本種に刺されると最初にチクりとした鋭い痛みがあり、その後は軽い疼痛が持続するが、おおむね1時間以内に治まる。ただし、何度か刺されると翌日以降掻痒感を伴う紅斑が出現することがあるほか、血圧低下等のアナフィラキシー症状を呈することがあるため注意を要する。なお、本種の毒成分にはハチ毒との交叉性は無いとされる。